# Museo archivio della memoria
Il Museo archivio della memoria, anche conosciuto con l'acronimo MAM, è un archivio della memoria scritta ed orale che si trova a Bagnone in Lunigiana.

## Storia
Inizia la sua attività nel 2004 con la partecipazione del Comune di Bagnone al progetto della Regione Toscana La Toscana e Le Americhe, sviluppato in collaborazione con l’Università di Firenze, sotto la direzione scientifica di Adriana Dadà, docente di storia all'Università di Firenze. Dall'anno successivo diventa parte dei percorsi culturali e turistici della zona.
Il museo è finalizzato a documentare la particolare storia di quel territorio segnato da secoli dalla emigrazione. Dalla Lunigiana e da Bagnone in particolare, dalla fine del ‘700, ci sono stati massicci spostamenti di uomini, donne e bambini, dapprima verso le aree limitrofe, poi in ogni zona d’Europa, dando vita a grosse comunità di conterranei, in Francia, Svizzera ed Inghilterra e anche nelle Americhe. L’inserimento di intere famiglia in altre aree del mondo è stato fatto mantenendo stretti rapporti con la terra di origine, determinando circolarità di esperienze, sia individuali che sociali. Ma l'emigrazione fissa o stagionale, è il carattere saliente di queste zone. Caratteristica la figura del barsan, appellativo assegnato a chi, donna o uomo, si spostava dall’area appenninica per raggiungere altre sedi di lavoro. In questo caso la località più vicina ed economicamente più sviluppata era l’area bresciana, che in dialetto veniva chiamata appunto barsana.

## Descrizione
Il MAM è un istituto culturale che riunisce i materiali dell’Archivio storico comunale e quelli provenienti da archivi familiari, fotografie, documenti, videointerviste ecc., raccolti a seguito di progetti promossi dal MAM. Tra gli archivi fotografici presenti si segnala l'archivio fotografico di Paolo Raffaelli.
È collocato nel palazzo della Cultura a Bagnone. Si trova sulla via Francigena.
La raccolta di testimonianze dirette è avvenuta con il metodo della storia orale e con il coinvolgimento di istituzioni scolastiche attraverso laboratori di formazione storica e laboratori teatrali, con la partecipazione di associazioni culturali locali e altre strutture e servizi museali locali (il Museo etnografico di Villafranca in Lunigiana, il Museo-Archivio Malaspina di Mulazzo, il Museo dell’Emigrazione di Lusuolo, etc.). Sono state utilizzate fonti archivistiche pubbliche e private, oltre che fonti orali. Per queste ultime e a sostegno di un progetto che va a indagare una memoria “rimossa” e difficilmente accettabile (guerra, lutti, emigrazione), sono stati utilizzati anche gli strumenti della psicologia sociale.

## Produzioni
Sono disponibili presso il museo molti dei materiali prodotti e documenti raccolti in occasione delle ricerche da cittadini e cittadine della zona.

### La memoria ritrovata
La memoria ritrovata: donne, uomini e bambini della Lunigiana fra guerra e dopoguerra. è una ricerca di fonti documentarie, fotografiche ed orali che permettono la ricostruzione della vita del territorio.

### Donne di Lunigiana
La ricerca indaga il mondo femminile attraverso i temi del lavoro, dei diritti, dei movimenti e della politica, dal dopoguerra ad oggi, e si sviluppa col progetto didattico Vite oltre confine e il laboratorio storico-teatrale Valigie di cartone, che ha comportato scrittura del testo e realizzazione di uno spettacolo con scuole medie superiori.

### Migranti ieri e oggi
La ricerca inserisce l'esperienza migratoria della comunità di Bagnone nella storia delle migrazioni che hanno coinvolto ora “noi” ora “altri”. La ricerca sui barsan e i vu' cumprà ha portato a dare dignità e documentazione storica alle storie di vita di tanti lunigianesi, ma anche a riconoscere esperienze di uomini e donne che ancora oggi vivono una analoga situazione di spaesamento e speranze.

### Video prodotti
- Donne uomini e bambini in guerra, video realizzato per la Festa della Toscana del 2004
- Donne di Lunigiana: parte I e parte II, video 2005-2006 realizzati per la Festa della Toscana del 2006.
- La Merica: Bagnone (Toscana) – California (U.S.A.): donne e uomini che vanno e che restano, mostra, 2005[5]
- Barsane: interviste, di Adriana Dadà e Nancy Aluigi Nannini, video e ricerca stampata, 2006[6]
- Migranti ieri e oggi, Bagnone 9-13 agosto 2006, mostra, laboratori, presentazioni di libri e produzione del video Da Bagnone a Casablanca: da Bruno a Omar
- Valigie di Cartone: spettacolo teatrale, 2006[7]